# Alexander Juel Andersen
Alexander Juel Andersen, né le 29 janvier 1991 à Viborg au Danemark, est un footballeur danois qui évolue au poste de défenseur central à l'Aalesunds FK.

## Biographie

### Débuts professionnels
Né à Viborg au Danemark, Alexander Juel Andersen est formé au Viborg FF. Le 1er décembre 2007, il fait sa première apparition en professionnel lors d'une rencontre de championnat contre le Randers FC. Il entre en jeu à la place de Petter Furuseth Olsen lors de cette rencontre remportée par son équipe (0-2 score final). En août 2008, il est promu en équipe première.
Le 24 janvier 2011, il s'engage avec l'AC Horsens, qu'il rejoindra à l'été 2011 à expiration de son contrat au Viborg FF.

### AGF Aarhus
Le 11 juillet 2013, il s'engage en faveur de l'AGF Aarhus pour un contrat de quatre ans. Il joue son premier match face au FC Midtjylland le 19 juillet suivant, lors de la première journée de la saison 2013-2014. Il entre en jeu à la place de Martin Jørgensen lors de cette rencontre perdue par son équipe (0-2). Il inscrit son premier but pour l'AGF le 30 août 2013, lors d'une victoire en championnat face à l'Odense BK. Son équipe l'emporte lors d'un match prolifique (3-6).
Le 5 mai 2016, il est titulaire lors de la finale de la Coupe du Danemark contre le FC Copenhague. Son équipe s'incline sur le score de deux buts à un ce jour-là.

### Odense BK
Le 2 septembre 2019, il est prêté à l'Odense BK.
Le 7 janvier 2020, il signe définitivement avec l'Odense BK, s'engageant pour un contrat de deux ans et demi.

### Aalesunds FK
Le 31 mars 2022, Alexander Juel Andersen est prêté en Norvège, à l'Aalesunds FK, juste après avoir prolongé de six mois son contrat avec l'Odense BK.
Le 29 juillet 2022, Andersen rejoint définitivement l'Aalesunds FK. Il signe un contrat courant jusqu'en décembre 2023.

## Palmarès

### En club
AGF Aarhus
- Coupe du Danemark :
  - Finaliste : 2015-16.